# Bactrocera gnetum
Bactrocera gnetum is een vliegensoort uit de familie van de boorvliegen (Tephritidae). De wetenschappelijke naam van de soort werd voor het eerst geldig gepubliceerd in 1995 door Drew en Hancock.